# The Harbourfront Landmark
The Harbourfront Landmark is een wolkenkrabber in Hongkong, China. Het gebouw, dat aan 11 Wan Hoi Street staat, bevat woningen en een commerciële ruimte. De bouw begon in 2000 en werd in 2001 voltooid.

## Ontwerp
Het gebouw is 232,6 meter hoog en heeft een totale oppervlakte van 62.462 vierkante meter. Het bevat 70 bovengrondse en 7 ondergrondse verdiepingen. Het is ontworpen door Dennis Lau & Ng Chun Man Architects & Engineers. De toren staat op een podium van zeven verdiepingen en bevat naast 324 woningen, ook een clubhuis, een binnenbad en een buitenbad.